# Pterostichus pacificus
Pterostichus pacificus är en skalbaggsart som beskrevs av Van Dyke. Pterostichus pacificus ingår i släktet Pterostichus och familjen jordlöpare. Inga underarter finns listade i Catalogue of Life.